# Rivoluzione industriale in Inghilterra

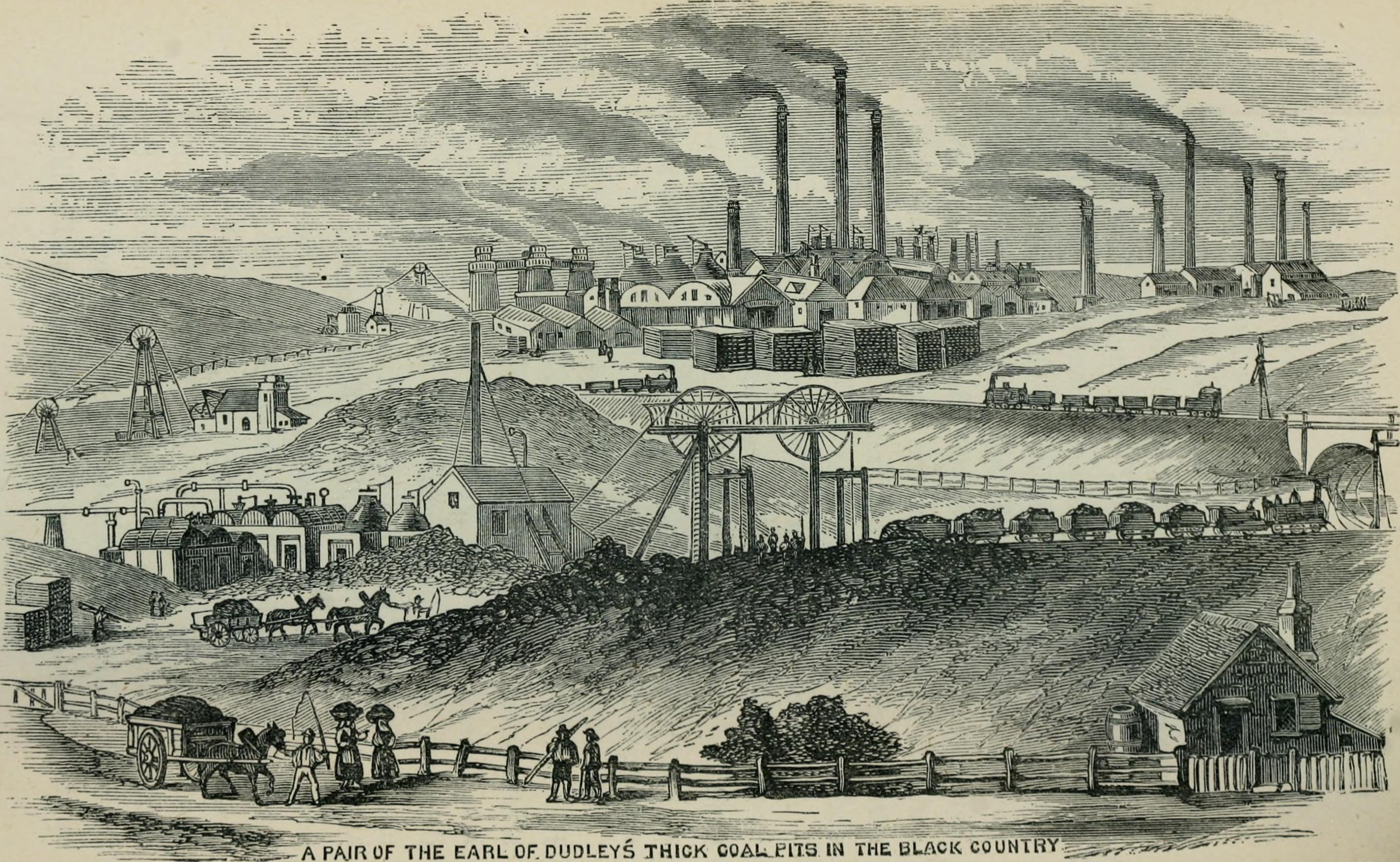
La Black Country a ovest di Birmingham, Inghilterra

La rivoluzione industriale in Inghilterra è delimitata dallo storico Thomas Ashton con inizio fra il 1760 e il 1780 e termine tra il 1820 e il 1840 e corrisponde alla prima rivoluzione industriale, comportando un insieme di rivoluzioni settoriali: dall'agricoltura ai trasporti, dalla popolazione alle innovazioni tecniche e finanziarie. Le cause di questo fenomeno d'industrializzazione non sono interamente definite, più elementi convergenti e reciprocamente trainanti l'hanno determinato. La macchina a vapore, con la quale spesso si identifica la rivoluzione industriale, è solo uno fra i tanti fattori dell'industrializzazione e solo una fra le innumerevoli innovazioni tecniche dell'epoca.

## Descrizione
La prima rivoluzione industriale inglese riguarda il settore metallurgico ed è preceduta dalla rivoluzione agricola. La seconda rivoluzione industriale inglese ebbe poi luogo attorno al 1850. La storia economica contemporanea non ha dato importanza al ruolo svolto dalla rivoluzione agricola che l'Inghilterra ha vissuto a partire dalla metà del XVIII secolo, quale base determinante per la successiva rivoluzione industriale. Il commercio internazionale, inizialmente considerato determinante, è quindi stato fortemente ridimensionato. Il ruolo svolto dalla rivoluzione agricola comporta più aspetti:
- l'incremento della produzione agricola ha potuto sostenere lo sviluppo demografico, iniziato a metà del XVIII secolo, fornendo una maggiore e migliore alimentazione;
- l'incremento produttivo agricolo ha inoltre liberato manodopera che è stata assorbita dall'industria del cotone e metallurgica che ha potuto continuare ad espandersi;
- l'aumento della produttività nell'agricoltura e l'incremento del reddito agricolo hanno creato sbocchi al mercato interno per i prodotti industriali;
- il miglioramento e la diffusione di utensili agricoli ha sostenuto la domanda di ferro incentivando la produzione e l'innovazione nell'attività metallurgica.

La rivoluzione agricola inglese è sorta grazie a trasformazioni istituzionali, come le recinzioni, e la diffusione di nuove tecniche e pratiche agricole (high-farming) per lo più importate dai vicini Paesi Bassi.
La seconda rivoluzione industriale si sviluppa in tutta l'Europa, gli Stati Uniti d'America e in Giappone.

### La rivoluzione in Inghilterra
Nel XVII e XVIII secolo furono emanate una serie di Enclosures acts (leggi sulle recinzioni) che favorivano la recinzione di terreni, in particolare i campi aperti (open lands) e i campi comuni (commons lands). L'Inghilterra possedeva innumerevoli piccoli proprietari terrieri (yeoman) i cui possedimenti erano piccoli e sparsi (polverizzazione fondiaria), riducendo la possibilità di introdurre innovazioni e di conseguenza di migliorarne i rendimenti. Le leggi sulle recinzioni favorirono la redistribuzione e il raggruppamento delle terre ingrandendone la dimensione, a tutto vantaggio dei grandi proprietari che spinsero e sostennero queste leggi. I piccoli proprietari terrieri (yeomen) furono le prime vittime della trasformazione economica inglese del XIX secolo, in quanto furono spesso obbligati a vendere le loro terre non avendo risorse sufficienti per effettuarne le recinzioni. Anche i cottagers, che non possedevano terre proprie ma beneficiavano dell'accesso alle terre comuni destinate a scomparire, persero una fonte importante di sussistenza e furono spinti a lavorare per i grandi proprietari o a cercare fortuna nelle città.

### Agricoltura
L'aumento della dimensione del singolo appezzamento di terreno e la loro recinzione permisero un incremento della produttività agricola attraverso l'introduzione di nuove tecniche, generalmente definite con il termine Sistema Norfolk, dal nome della contea inglese dove, verso la metà del XVIII e sotto la spinta del pioniere Lord Townshend, vennero sperimentate e successivamente pubblicizzate importanti innovazioni. In particolare si ritengono:
- l'abbandono progressivo del maggese e l'introduzione di una rotazione continua delle terre;
- l'introduzione e l'estensione di nuove colture;
- il miglioramento degli utensili tradizionali e l'introduzione di nuovi;
- la selezione delle sementi e dei riproduttori animali;
- l'estensione e il miglioramento delle terre arabili (drenaggio del suolo e spargimento di concime animale);
- l'estensione dell'uso dei cavalli nei lavori agricoli.

Più tardi, anche Arthur Young contribuì alla conoscenza e alla diffusione delle nuove tecniche agricole. La produttività del lavoro agricolo aumentò del 90% fra il 1700 e il 1800, mentre la popolazione attiva nell'agricoltura passò dal 70% al 37%.

### Crescita demografica
Dopo essere stata sostanzialmente stabile per un lungo periodo, la popolazione inglese iniziò attorno al 1750 a crescere rapidamente. Da 5,9 milioni all'inizio del secolo, passò a 9,1 milioni nel 1800. I tassi di crescita demografica superarono facilmente il 5% con periodi anche al 10-15%. Le cause di questo sviluppo vennero inizialmente attribuite alla riduzione della mortalità e al progresso in campo medico. Tuttavia, i progressi della medicina, come il vaccino contro il vaiolo di Jenner del 1796, fecero effetto solo a partire dai primi decenni del XIX secolo. 
L'aumento demografico registrato a partire dal 1750 è dato dall'effetto forbice: riduzione del tasso di mortalità e aumento del tasso di natalità determinati da fattori economici, primi fra tutti il miglioramento alimentare apportato dalla rivoluzione agricola. L'aumento del tasso di fecondità va però anche ascritto ai matrimoni più precoci e alle nascite illegittime che hanno accompagnato lo sviluppo urbano e la vita di fabbrica. Lo sviluppo demografico non è però un fattore sufficiente per dare avvio all'industrializzazione. Al contrario, potrebbe essere causa di povertà se la produzione economica non riesce a progredire con lo stesso ritmo. Determinante è allora l'apporto delle innovazioni tecniche che permettono di incrementare sostanzialmente la capacità produttiva dell'Inghilterra.

### Rivoluzione tecnica
La rivoluzione industriale è un processo che permette di passare da un sistema produttivo artigianale basato su strumenti manuali ad un sistema industriale basato sulla macchina. L'invenzione di nuove tecniche, di nuovi macchinari e l'applicazione di nuove fonti energetiche, sono quindi centrali per la rivoluzione industriale. Occorre distinguere, come ci ricorda Schumpeter, fra l'invenzione e l'innovazione. La prima, generalmente risultato di una persona intellettualmente brillante, non si traduce necessariamente nella seconda, applicazione di un'invenzione ad una determinata attività con diffusione ad un intero settore. 
L'invenzione, attività più intellettuale che pratica, ha raramente arricchito il proprio ideatore, mentre l'innovazione ha riempito le tasche degli intraprendenti innovatori che hanno fiutato l'interesse di applicare a fini produttivi una tecnica inventata. Ci ricorda sempre Schumpeter, che un'innovazione non trova origine solamente da un'innovazione tecnica, ma può anche derivare dalla creazione di un nuovo prodotto o dalla conquista di nuovi mercati. Fra gli inventori si identifica Samuel Crompton, ideatore della Mule (macchina automatica per filare), mentre fra gli innovatori si conta Richard Arkwright (1769).

### Settore tessile
Il settore tessile inglese del XVIII secolo era costituito da mercanti-manifatturieri che si servivano di lavoratori a domicilio, i quali erano anche attivi nell'agricoltura, per la cardatura, la filatura e la tessitura dei tessuti fornendo loro la materia prima e riacquistando da loro il prodotto finito (putting-out-system). Fino alla rivoluzione industriale, il settore tessile inglese era dominato dalla lana i cui tessuti venivano anche esportati.
Progressi tecnici avvengono nella tessitura con l'invenzione nel 1733 della spoletta volante di John Kay. Questa invenzione determinò un aumento nella velocità di tessitura, incrementando però il disequilibrio nei confronti della filatura che non riusciva a produrre altrettanto velocemente. Le prime vere fabbriche tessili nacquero solo nel 1800, ma anche già alla fine del Settecento il cotonificio inglese divenne uno dei settori trainanti dell'economia. James Hargreaves (Giannetta o Spinning jenny, 1764), Richard Arkwright (Water-Frame o filatoio idraulico 1767), Samuel Crompton (Mula, 1774-79) e Kelly (Mula automatica, 1790) brevettarono macchine per filare il cotone riducendo questo disequilibrio. Richard Arkwright, avendo uno sviluppato senso degli affari e un'evidente attitudine ad innovare, installò il filatoio idraulico in fabbriche costruite ai bordi di fiumi per sfruttare l'energia motrice dell'acqua (il primo impianto venne realizzato a Cromford nel 1771).
La tessitura vide un nuovo progresso tecnico con la costruzione della prima macchina automatica per tessere di Edmund Cartwright (1785), inizialmente mossa da cavalli e dal 1789 dalla macchina a vapore. Le nuove tecniche di filatura e tessitura rimpiazzarono, malgrado iniziali resistenze, il lavoro a domicilio basato su tecniche manuali e portarono alla costruzione di fabbriche nelle quali i nuovi macchinari venivano messi in funzione e verso le quali converge la forza lavoro. Nasce così il capitalismo industriale.
La produzione di tessuti in cotone aumenta vertiginosamente, così come la richiesta di cotone greggio che viene sempre più importato. La loro qualità permette di sostituire i prodotti cotoniferi importati, fino a quel momento, dall'India. Secondo alcuni autori, come ad esempio Cameron e Neal e già lo stesso Paul Mantoux, l'industria cotoniera inglese poté innovarsi e svilupparsi più rapidamente rispetto al settore tessile basato sulla lana e il lino, in quanto non appesantito dalla tradizione e dalle regolamentazioni. Anche le caratteristiche fisiche della materia prima del cotone, rispetto alla lana e al lino, hanno permesso una rapida introduzione di processi lavorativi meccanizzati. I progressi tecnici dall'industria del cotone si estendono all'insieme dell'industria tessile, in particolare alla lana e al lino, ma solo nel corso del XIX secolo.
L'industria cotoniera fu il settore trainante principale che alimentò la rivoluzione industriale, la sua espansione avvenne principalmente nella regione attorno a Manchester.

### Settore metallurgico ed estrattivo
La legna era il combustibile utilizzato per fondere minerali di ferro. Ma tale materiale cominciò a scarseggiare a causa dell'esaurimento dei boschi, frenando così la produzione del ferro e l'evoluzione dell'industria siderurgica. Abraham Darby I trova fra il 1709 e il 1710 il modo di utilizzare il carbone fossile sotto forma di carbone coke per produrre la ghisa. L'invenzione del puddlage, brevettato da Henry Cort nel 1784, completa le tecniche necessarie allo sviluppo della metallurgia. La domanda di carbone aumentava sotto la pressione dello sviluppo della metallurgia mentre il macchinismo permetteva di migliorare i metodi e le condizioni di lavoro nelle miniere.
La macchina a vapore, quale nuova fonte di energia, permise la costruzione di macchine in ferro sempre più grandi creando un effetto di traino sull'industria metallurgica. L'industria metallurgica durante la rivoluzione industriale inglese si concentrò in varie zone, ma principalmente attorno a Birmingham, Sheffield, Cardiff, Newcastle e Whitehaven, tutte città in prossimità di importanti giacimenti di carbon fossile. Benché nota fin dal XVI secolo, la macchina a vapore si sviluppò con le costruzioni di Savery e di Thomas Newcomen per la costruzione di pompe a vapore utilizzate per evacuare l'acqua dalle miniere di carbone e di rame. Fu però James Watt a costruire il primo vero modello di macchina a vapore (1765), che divenne il simbolo della rivoluzione industriale, migliorando quella di Newcomen. 
Solo nel 1781, però, Watt definì come trasformare il movimento d'oscillazione in movimento circolare, permettendo un utilizzo pratico della macchina a vapore. Le applicazioni della macchina hanno coinvolto più attività e settori. Nel 1785, una prima macchina a vapore venne installata per la filatura, sostituendo così altre forze energetiche, prime fra tutte l'acqua, per azionare i macchinari tessili (principalmente per la filatura) e dando un contributo importante all'aumento della produttività nel settore, permettendo allo stesso tempo la diffusione di fabbriche tessili in luoghi abbondanti di carbon fossile. La macchina a vapore venne poi applicata anche alla tessitura.
L'applicazione della macchina a vapore ai mezzi di trasporto su rotaia ebbe un ruolo importante per lo sviluppo della ferrovia in Inghilterra come in altri stati. Nonostante la velocità dei treni non superasse i 70 km/h, non mancò chi sosteneva che essa avrebbe potuto arrecare dei danni alla salute dei passeggeri. A partire dal 1843 ebbe inizio la diffusione su scala internazionale delle ferrovie (la prima ferrovia d'Italia fu aperta il 3 ottobre 1839 tra Napoli e Portici). La ferrovia permetteva di trasportare grandi carichi di merci pesanti in modo più rapido e agevole, facendo quindi diminuire sensibilmente i prezzi. Nel 1847 ogni chilometro di ferrovia necessitava di circa 200 tonnellate di ferro.

## Rivoluzione dei trasporti
All'inizio del XVIII secolo, le vie di comunicazione inglesi erano in ritardo rispetto a quelle di altri Paesi europei, fra i quali la Francia. Nella seconda metà del XVIII secolo, in Inghilterra si assistette alla costruzione di strade e canali fornendo un contributo determinante per lo sviluppo degli scambi commerciali e per la formazione del mercato interno. Tutte le attività economiche poterono trarre beneficio dal sostanziale miglioramento delle vie di comunicazione.

### Rete stradale
Fra il 1760 e il 1774, il Parlamento inglese, con l'intento di consentire uno spostamento rapido delle proprie truppe in ogni stagione dell'anno, emanò una serie di atti legislativi per migliorare le strade esistenti e per costruirne di nuove attraverso il sistema del pedaggio (turnpike roads) che incoraggiò l'iniziativa privata. John Metcalf, Telford e Macadam furono fra i primi costruttori di strade. L'assembramento e la redistribuzione delle terre agricole realizzato grazie alle recinzioni favorì la costruzioni di strade, in quanto si poteva più facilmente identificare e stabilire il tracciato della strada da costruire.

### Canali
I primi canali vennero costruiti per il trasporto di carbone ad uso industriale o domestico. Ispirandosi a quanto realizzato dai francesi, il Duca di Bridgewater, che possedeva miniere di carbone a Worsley, fece costruire fra il 1759 e il 1761 un canale – il primo in Inghilterra – per trasportare il carbone verso le fabbriche di Manchester. L'importante riduzione del costo di trasporto permise di ridurre il prezzo di vendita del carbone incentivando altre iniziative simili, tale da determinare negli ultimi decenni del XVIII una sorta di “febbre dei canali” sostenuta da iniziative private.

### Ferrovie
Contrariamente ad altri paesi, come gli Stati Uniti e il Giappone, la costruzione di reti ferroviarie non fu un elemento principale della rivoluzione industriale inglese. La ferrovia e la relativa locomotiva a vapore poté espandersi solo con l'introduzione della macchina a vapore che non avvenne prima del 1830. Le ferrovie furono oggetto di una vera e propria bolla speculativa molto intensa nel periodo degli anni '40 dell'Ottocento (la cosiddetta Railway Mania, soprattutto nel 1844-1847), favorito anche dall'atteggiamento 'laissez-faire' della Banca d'Inghilterra.

### Ponti

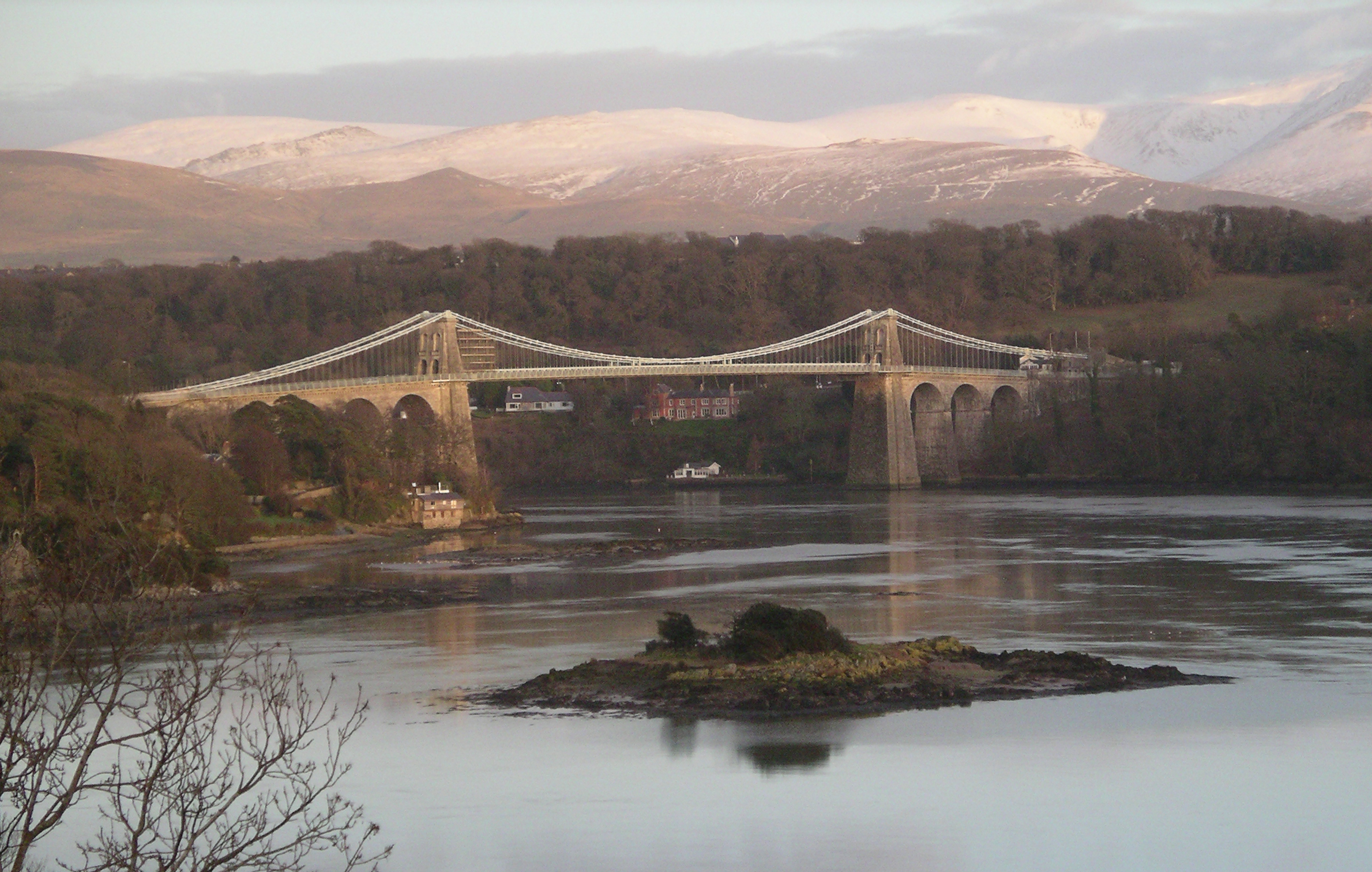
Il ponte sospeso sul Menai, di Thomas Telford.

Nel corso del XVIII secolo furono introdotte numerose innovazioni nella progettazione di ponti elemento cruciale per lo sviluppo della rete stradale. Le tipologie strutturali furono diverse. Tra le prime sperimentazioni l'Iron Bridge di Coalbrookdale, del 1779, il primo ponte per il quale furono utilizzati archi di ghisa. Furono sviluppati anche sistemi di capriate in ferro battuto, ma tale materiale non aveva la resistenza alla trazione necessaria per sostenere grandi carichi e fu quindi limitato.
Solo con l'avvento, nel XIX secolo, dell'acciaio, che possiede una elevata resistenza alla trazione, furono costruiti ponti molto più grandi. Solo nel XIX secolo, dopo le primissime esperienze condotte negli Stati Uniti, si assistette in Inghilterra alle prime realizzazioni di ponti sospesi. In effetti in Gran Bretagna lo sviluppo della metallurgia poteva offrire materiali ad alte prestazioni.  Tra il 1819 ed il 1820 fu costruito l'Union Bridge, di 137 metri, sul fiume Tweed posto sul confine tra Scozia e Inghilterra, progettato da Samuel Brown e realizzato con catene. Thomas Telford, la figura di maggiore spicco del periodo, costruì tra il 1819 e il 1826 il ponte sospeso sul Menai, su una luce di ben 176 metri. Al momento della costruzione era il ponte più lungo del mondo. Tra i primi costruiti vi fu anche il primo ponte di Hammersmith (1827), a Londra, di William Tierney Clark.

## Rivoluzione finanziaria
Tre elementi compongono la rivoluzione finanziaria, fattore a volte trascurato ma non meno importante per lo sviluppo della rivoluzione industriale, che ha caratterizzato l'Inghilterra durante il XVIII e il XIX secolo.

### Stabilità monetaria
La lira sterlina, nel periodo 1560-1914, attraversa e supera due crisi importanti (la prima nel 1694 e la seconda nel periodo 1797-1821) senza che questo abbia intaccato la sua parità. La crisi di fiducia del 1694 è stata provocata da cattivi raccolti e dai pagamenti della guerra contro la Francia, mentre la seconda crisi (1797-1815) è stata determinata essenzialmente dalle difficoltà finanziarie provocate dall'uscita di oro e di argento utilizzati per pagare i costi della guerra contro la Francia. Nel 1797, su proposta di William Pitt viene introdotto con il Bank Restriction Act il corso forzoso della lira sterlina, misura inizialmente prevista per una durata di 6 mesi che rimarrà però in vigore per 24 anni, fino al 1821. Inoltre negli anni 1809-1810 si assiste allo sviluppo dell'inflazione: la moneta perde quindi potere d'acquisto. Questa crisi viene risolta, su consigli di David Ricardo, con una politica di rivalutazione, le cui conseguenze in termini di aumento dei prezzi dei beni d'esportazione sono bene sopportate da un'industria e un commercio molto solidi. Il periodo critico si conclude nel 1816 con la reintroduzione della parità aurea.

### Creazione del debito pubblico
L'Inghilterra adotta una politica coerente delle finanze pubbliche basata, da una parte, sul prelevamento diretto delle imposte attraverso le Regie sbarazzandosi così degli intermediari fiscali e, dall'altra parte, realizzando una politica d'indebitamento sul lungo termine con tassi d'interesse elevati ma garantiti dalle imposte. Gli interessi vengono pagati con le entrate fiscali, mentre alla scadenza del prestito il capitale viene rinnovato con l'emissione di nuovi titoli di debito. Infine, viene creato un mercato finanziario sul quale si possono scambiare i titoli del debito pubblico assicurandone la loro liquidità. L'indebitamento pubblico aumenterà senza per questo provocare, contrariamente a quanto sostenuto da molti in quel periodo, difficoltà economiche particolari.

### Sistema bancario inglese
La Banca d'Inghilterra, fondata nel 1694, assume un ruolo centrale per l'intero sistema bancario inglese. Si assiste ad uno sviluppo considerevole del numero di istituti bancari sia a Londra sia in provincia, sviluppo sostenuto dalle necessità in termini di circolazione delle lettere di cambio e dei biglietti come pure della distribuzione di prestiti propri di un'attività economica in crescita. Fino al 1797, le banche emettono biglietti monetari (propri) contro il deposito di moneta metallica, a partire da quella data, non essendo più convertibili i biglietti monetari, raccolgono depositi in moneta cartacea emessa dalla Banca d'Inghilterra che assurge a prestatore in ultima istanza per l'intero sistema bancario. La moneta della Banca d'Inghilterra viene utilizzata per i pagamenti interbancari, mentre a partire dal 1770 la moneta cartacea sostituisce la moneta metallica. Anche la borsa di Londra si sviluppa, restando però seconda al mercato finanziario di Parigi. Il mercato finanziario londinese diventerà la capitale finanziaria, sorpassando quindi la borsa di Parigi solo nel 1870.